# Phylloicus aeneus
Phylloicus aeneus là một loài Trichoptera trong họ Calamoceratidae. Chúng phân bố ở vùng Tân nhiệt đới và vùng Tân Bắc giới.